# (1857) Parchomenko
(1857) Parchomenko es un asteroide perteneciente al cinturón de asteroides descubierto por Tamara Mijáilovna Smirnova desde el Observatorio Astrofísico de Crimea, Naúchni, el 30 de agosto de 1971.

## Designación y nombre
Parchomenko fue designado al principio como 1971 QS1.
Más adelante, se nombró en honor de la astrónoma soviética Praskoviya Gueorguievna Parjomenko (1886-1970), miembro del equipo del Observatorio de Simeiz.

## Características orbitales
Parchomenko está situado a una distancia media del Sol de 2,244 ua, pudiendo alejarse hasta 2,545 ua. Su excentricidad es 0,1343 y la inclinación orbital 4,396°. Emplea en completar una órbita alrededor del Sol 1228 días.